# 格洛纳斯系统
格洛納斯系統（羅馬化：Globalnaya navigatsionnaya sputnikovaya sistema，意譯為「全球導航衛星系統」，羅馬化：GLONASS）為蘇聯於1982年研發的衛星導航系統，蘇聯解體並由俄羅斯繼承後曾一度喪失大多數衛星與功能。其定位類似於美國的全球定位系統、歐盟的伽利略定位系統和中國的北斗衛星導航系統，但與其他三種不同的是其採用了獨一無二的FDMA訊號技術，導致其抗干擾能力極強，但同時精確度亦較其他系統為低。

## 系統架構

GPS, GLONASS, Galileo, 北斗（COMPASS），與國際太空站（ISS）、哈伯（Hubble）太空望遠鏡、銥（Iridium）通信衛星的軌道比較圖

GLONASS系统由空間部分、控制部分和用戶部分所組成。

### 空間部分
- 衛星數量：24颗工作衛星
- 軌道數量：3，每個軌道有8顆衞星
- 軌道傾角：64.8度
- 軌道高度：19000公里
- 運行周期：11小時15分40秒
- 系統參考時間：UTC
- 系統參考座標：PZ-90
- 信號型式：FDMA,CDMA

截至2019年7月28日，在軌衛星共有27颗。
- 軌道平面1：8颗正在運作
- 軌道平面2：8颗正在運作，2颗後備
- 軌道平面3：8颗正在運作，1颗正進行測驗

## 历史
該系统最早在1976年由蘇聯海軍提出，1982年開始，現在由俄羅斯政府負責管理。1990~1991年组建成具备覆盖全球的卫星导航系统，从1982年12月12日开始，该系统的导航卫星不断得到补充，至1995年，该系统卫星在数目上基本上得到完善，但随着俄罗斯经济不断衰弱，该系统亦因日久失修等原因陷入崩溃边缘。但2001年到2010年10月俄罗斯政府已经补齐了该系统需要的24颗卫星。。

### 苏联时期
20世纪60至70年代，苏联当时的西科琳卫星定位系统过于陈旧，无法及时地提供准确的定位，已经无法满足苏联产生的各种新的需要，苏联决定组建新的的卫星导航系统。1968-1969年苏联国防部、国家科学院和苏联海军联合开发新的导航系统用於海陆空及太空的军事力量。1970年，这些部门联合制定了关于此计划的文书。
1976年，取名为“格洛纳斯统一空间导航系统的部署的讨论”方案在苏共中央委员会和苏联内阁分别获得通过。1982年，发射首颗卫星入轨。但由于航天拨款不足，该系统部分卫星一度老化，最严重曾只剩6颗卫星运行。

### 俄罗斯时期
2003年12月，由俄国应用力学科研生产联合公司研制的新一代卫星交付联邦航天局和国防部试用，为2008年全面更新Glonass系统作准备。在技术方面，GLONASS系统的抗干扰能力比GPS要好，但其单点定位精确度不及GPS系统。2004年，印度和俄罗斯签署了《关于和平利用俄全球导航卫星系统的长期合作协议》，正式加入了GLONASS系统，计划联合发射18颗导航卫星。
2006年12月25日，俄罗斯用质子-K运载火箭发射了3颗格洛纳斯-M卫星，使格洛纳斯系统的卫星数量达到17颗。
2010年12月5日，俄罗斯携带有3颗卫星的质子－M运载火箭发射后偏离正常轨道，坠落夏威夷附近的太平洋中。
2011年2月26日，发射了一颗格洛纳斯-K卫星。
2013年7月2日，搭载三颗“格洛纳斯-M”导航卫星的俄罗斯质子-M运载火箭在哈萨克斯坦拜科努尔航天发射场点火升空后发生偏转并爆炸解体。。

## 与GPS的对比

### 特性
在技术方面，GLONASS与GPS有以下几点不同之处：
- 衛星發射頻率：GPS的衛星信号採用碼分多址（CDMA）體制，每颗衛星的信號頻率和調制方式相同，不同衛星的信號靠不同的偽碼區分。而GLONASS採用頻分多址（FDMA）體制，衛星靠頻率不同來區分，每组頻率的偽隨機碼相同。基于這個原因，GLONASS可以防止整個衛星導航系统同时被敵方干擾，因而具有更强的抗干擾能力。
- 坐標系：GPS使用世界大地坐標系（WGS84），而GLONASS使用的則是1990年蘇聯官方所制定的PZ-90參考坐標系。
- 時間標準：GPS系统時與世界標準時間（UTC）相關聯，而GLONASS則與莫斯科標準時間（UTC+3）相關聯。

### S.A.干擾
此外，由于GLONASS没有施加S.A.干擾（Selective Availability），所以它的民用精度優於2000年5月1日之前有施加S.A.干擾的GPS系统。但是GLONASS的應用普及度還遠不及GPS，主要是因為俄羅斯長期以來不够重視開發民用市場。

### 民用市场
2010年代起，已有包括iPhone 4S以後版本、iPad 3以後版本、Samsung Galaxy系列（不包括低階和部分舊型號中高階型號）、SONY Xperia系列手機、魅族MX2、Nokia Lumia 920、華碩Padfone 2等iOS、Android、Windows Phone 8系统的眾多廠牌智能手机，以及Garmin推出的戶外休閒導航儀eTrex 30等機種都同時支援GLONASS和GPS双定位系统。
Nokia也表示將在其即將推出的手機中使用GLONASS。2012年10月16日，HTC發表該公司旗艦機種ONE X+手機中應用此技術。